# 章其炎
章其炎（1922年—2011年），男，汉族，浙江杭州人，書法家，中国书法家协会浙江分會會員，杭州湖墅書畫社（今武林書畫院）理事，在杭州題寫招牌甚多，人称杭半城，代表作“胡庆余堂国药号”每字10平方米，有「章氏榜書」之稱。